# Дубиновский, Лазарь Исаакович
Ла́зарь (Лейзер) Исаа́кович Дубино́вский (рум. Lazăr Dubinovschi; 18 апреля [1 мая] 1910, Фалешты, Бельцкий уезд, Бессарабская губерния, Российская империя — 29 ноября 1982, Кишинёв, Молдавская ССР, СССР) — молдавский советский скульптор-портретист. Народный художник Молдавской ССР (1963). Член-корреспондент АХ СССР (1954).

## Биография
Будущий скульптор родился в бессарабском местечке Фалешты (по другим данным в соседнем селе Старый Альбинец — теперь Фалештского района Молдовы) в семье учителя Ицика (Ицхока) Дубиновского. В 1917 году семья переехала в Бельцы, где он поступил в гимназию и занялся рисованием в кружке учителя местной гимназии И. В. Савина. Лепить начал самостоятельно.
В пятнадцатилетнем возрасте был принят в Бухарестскую академию художеств, где обучался с 1925 по 1930 год в классе Оскара Гана — ателье Димитрие Пачури). Одновременно, в 1927—1930 годах, брал уроки вокала у профессора Бухарестской консерватории Георге Фолеску (лирический тенор). В 1929 году стажировался в академии Гранд-Шомьер в Париже у Антуана Бурделя. В 1930 году вернулся в Бельцы и устроился преподавателем рисунка в частную гимназию.

Начал выставляться на салонах Бессарабского общества изящных искусств, организованных Шнеером Коганом. Первая персональная выставка прошла в Яссах в 1939 году. Уже тогда проявляется особенный интерес скульптора к портретистике: среди прочего в экспозиции выставлены портреты румынских профессоров А. Филиппиде и Г. Ибрэиляну. После присоединения Бессарабии к СССР в 1940 году работал главным художником Дома Красной Армии в Бельцах.
С 1941 года — на фронте; демобилизован после тяжёлого ранения в 1943 году, на лечении в военном госпитале в Иркутске. После окончания Великой Отечественной войны поселился в Кишинёве.
До 1951 года работал начальником управления изобразительных искусств комитета по делам искусств Молдавской ССР. В 1964—1972 годах был главным редактором художественно-экспертной коллегии министерства культуры Молдавской ССР.
В 1951—1953 годах — в Москве в мастерской Е. В. Вучетича, в том числе в составе скульпторской группы, работавшей над монументальной статуей Сталина для Волго-Донского канала. Сразу по возвращении работает над конной статуей комбрига Григория Котовского, установленной в центре Кишинёва в 1954 году. В сезоне 1956—1957 года участвовал в постановке первой молдавской оперы «Грозован» Д. Г. Гершфельда на сцене Молдавского театра оперы, балета и драмы имени А. С. Пушкина (роль аги Хрисоверги).
В 1957 году работает над серией бюстов классических авторов румынской (молдавской) литературы для планируемой Аллеи классиков в городском парке Пушкина (открыта в том же году). В кишинёвской Аллее классиков установлены бюсты Михая Эминеску (к чьему образу Дубиновский неоднократно возвращался на протяжении всей карьеры), Василе Александри, Георге Асаки и Костаке Негруцци работы Дубиновского. В 1972 году выполнил надгробный памятник на могиле жены Лилы Дубиновской (урождённой Шпильберг, 1910—1966) на Армянском кладбище в Кишинёве.
Для Музея еврейских общин Румынии в Бухаресте сделал памятник жертвам нацизма: удаляющиеся босые следы двух выживших узниц концлагерей на простой цементной дорожке, ведущей вдаль к серой как дым, полой и неочертанной женской фигуре. В 1977—1982 годах работал над своей последней скульптурой «Реквием», посвящённой Катастрофе европейского еврейства. Изображённый на ней облачённый в талес, молящийся еврей как бы подводит итог творческому пути самого скульптора.
В конце 1940-х и на протяжении 1950-х годов выступал на сцене Кишинёвского театра оперы и балета (лирический тенор), в том числе в «Сорочинской ярмарке» М. П. Мусоргского (партия поповича Афанасия Ивановича, 1958), в опере «Грозован» Д. Г. Гершфельда (партия Хрисаверги, 1956—1957), «Евгений Онегин» П. И. Чайковского (партия Трике, 1956—1957), «Царская невеста» Н. А. Римского-Корсакова (партия царского лекаря Елисея Бомелия, 1958—1959).
Лазарь Дубиновский умер в 1982 году, похоронен на Центральном (Армянском) кладбище в Кишинёве — рядом с женой и родителями.

## Семья
Сыновья:
- Сергей Лазаревич Дубиновский (1946—2002), скульптор;
- Вениамин Лазаревич Дубиновский (род. 1935), доктор геолого-минералогических наук, автор 7 научных монографий, в 1962—2008 годах старший научный сотрудник Института геологии и полезных ископаемых АН Молдавии[8].

## Творчество
Лазарю Дубиновскому принадлежит серия памятников в Кишинёве, Бельцах (Ленину и молодогвардейцу Борису Главану), Котовске (скульптурная композиция «Котовский») и некоторых других городах Молдавии. Так в Кишинёве им были выполнены памятники «Героям-комсомольцам» на проспекте Молодёжи (1959), композитору Штефану Няге (1964), «Освобождение» перед гостиницей «Кишинэу» (1969), Максиму Горькому рядом с Госбанком (ныне Органный зал, 1972) и Марксу и Энгельсу перед зданием ЦК Компартии Молдавии (1976, разрушен в 1991 году), памятник С. К. Тимошенко на родине маршала в селе Фурманка Одесской области (архитектор — Е. П. Вулых, 1967).
Однако прежде всего Дубиновский известен созданной им на протяжении многих лет серией скульптурных портретов — Алексея Щусева, Хо Ши Мина (1968), Аркадия Райкина (1976—1977), Антона Рубинштейна, Дмитрия Кантемира, Иосифа Балцана, Валентина Меднека, Ильи Богдеско, Андрея Лупана (1955), Петра Вершигоры (Памятник Андрею Лупану), Геннадия Соломинова (1957) и многих других.
Член-корреспондент Академии художеств СССР (1954), почётный член Союза художников Румынии (1961), Народный художник Молдавской ССР (1963), лауреат государственной премии МССР (1971). Награждён орденами Трудового Красного Знамени (1948) и Ленина (1960). Среди учеников Дубиновского скульпторы Лев Штейнман (род. 1945) и Григорий Потоцкий (род. 1954).
Работы Дубиновского хранятся в Национальном художественном музее Молдовы, в Государственной Третьяковской галерее (портрет академика К. И. Скрябина), Государственном Русском музее в Санкт-Петербурге и в некоторых других галереях. На основе дарованных Дубиновским 13 скульптур в Фалештах в 1979 году был основан музей истории и этнографии, где скульптурам Дубиновского выделен второй этаж.
Скульптура из дерева героя молдавского фольклора Стрымба Лемне («Древогиб») работы Дубиновского (посольство России в Люксембурге, 1945) была использована Цехановичем и Новаком в официальной эмблеме города Бельцы советского периода.
В 2005 году правительством Молдовы было принято решение установить на доме Дубиновского в Кишинёве (бывшая улица Ленина, 132) мемориальную доску в его честь.
На могиле Л. И. Дубиновского в 1984 году был установлен бронзовый портрет скульптора работы Валерия Ротаря (1945—1986; в конце 1990-х годов демонтирован вместе с надгробной табличкой). Также в 1991 году были уничтожены памятники Марксу и Энгельсу, Максиму Горькому и горельеф «Искусство Молдавии» на фронтоне Национального театра Михая Эминеску в Кишинёве, утрачен выполненный им бронзовый бюст над могилой Лилы Дубиновской (1910—1966).

## Награды
- орден Ленина (1960)
- Орден Октябрьской Революции (30.04.1980)[21]
- Орден Трудового Красного Знамени (1948)
- медали

## Галерея
- Портрет Л. Дубиновского работы Дмитрия Пейчева (1977) (см. Пейчев, Дмитрий Петрович)
- Скульптурный портрет Л. Дубиновского работы его ученика Григория Потоцкого (1982) (недоступная ссылка)
- Скульптурный портрет Л. Дубиновского работы Валерия Ротаря (1984)

### Избранные галереи
- Галерея бюстов работы Лазаря Дубиновского
- Монументы работы Лазаря Дубиновского в Кишинёве

### Скульптура
- Стрымба-Лемне (1945)
- Флорика (1955)
- Андрей Лупан (1955)
- Пётр Вершигора (1957)
- Михай Эминеску (недоступная ссылка)
- Пробуждение (дерево, 1957) (недоступная ссылка)
- Молдавский крестьянин (1960)
- [bse.sci-lib.com/pictures/05/21/279810303.jpg К. И. Скрябин (1961)]
- Антон Рубинштейн
- Лила Дубиновская (1976)
- Людмила Цончева (1977)
- Ада Зевина (недоступная ссылка) (А. М. Зевина)
- Геннадий Соломинов (1978)
- Илья Богдеско (1979)
- Олег Даина (1980)
- Реквием (1982)
- Обложка каталога (2004) (недоступная ссылка)

### Памятники
- Григорий Котовский в Кишинёве (1954)
- Михай Эминеску 1 (1957)
- Михай Эминеску 2 (1957)
- Василе Александри (1957)
- Георге Асаки (1957)
- Молодёжь Молдавии (1959)
- Героям-комсомольцам (1959)
- Штефан Няга (1964)
- Освобождения 1 (1969)
- Освобождения 2 (1969)
- Валентин Меднек (1971)
- Алексей Бельский (1972)
- Максим Горький (1972)
- Григорий Котовский в Ганчештах (1974)
- Маркс и Энгельс (1976)
- Аким Гросул (1976)
- Монография (2004)